# Neznělá retroflexní frikativa
Neznělá retroflexní frikativa je souhláska, která se vyskytuje v některých jazycích. V mezinárodní fonetické abecedě se označuje symbolem ʂ, číselné označení IPA je 136, ekvivalentním symbolem v SAMPA je s`.

## Charakteristika
- Způsob artikulace: třená souhláska (frikativa), patřící mezi sykavky. Vytváří se pomocí úžiny (konstrikce), která se staví do proudu vzduchu, čímž vzniká šum – od toho též označení úžinová souhláska (konstriktiva).
- Místo artikulace: retroflexní souhláska. Úžina se vytváří mezi jazykem a dásňovým obloukem. Špička jazyka je obrácena směrem dozadu (dochází k prohnutí jazyka). Nedochází k přiblížení hřbetu jazyka k tvrdému patru jako u ʃ.
- Znělost: neznělá souhláska – při artikulaci jsou hlasivky v klidu. Znělým protějškem je ʐ.
- Ústní souhláska – vzduch prochází při artikulaci ústní dutinou.
- Středová souhláska – vzduch proudí převážně přes střed jazyka spíše než přes jeho boky.
- Pulmonická egresivní hláska – vzduch je při artikulaci vytlačován z plic.

## V češtině
V češtině se tato hláska nevyskytuje. Srovnej se /š/ [ʃ].

## V jiných jazycích

### Polština
V polštině je tato hláska zaznamenávána spřežkou jako tzv. tvrdé Sz, sz (srovnej měkké ś [ɕ]). Po této spřežce se nikdy nepíše měkké /i/.

### Jiné slovanské jazyky
Jako retroflexní se obvykle popisuje i slovenské Š, š nebo ruské Ш, ш, které se od českého /š/ liší.

### Švédština
Ve švédštině se takto vyslovuje psané rs. Tato skupina se nikdy nevyskytuje na začátku slova, avšak k výslovnosti této hlásky v hovorovém stylu dochází i při setkání písmen /r/ + /s/ na hranici slov, např. var så god [vɑ:ʂo:gu:(d)] (prosím, dosl. buď(te) tak dobrý/á).